# YMCA国際ビジネス専門学校
YMCA国際ビジネス専門学校（ワイエムシーエーこくさいびじねすせんもんがっこう）は神奈川県川崎市多摩区にある私立の専門学校。

## 概要
日本YMCA同盟に加盟している公益財団法人の横浜YMCAを母体とする。

## 沿革
- 1998年（平成10年） - YMCA福祉専門学校として、川崎市初の介護福祉士養成施設として開校。介護福祉科を開設。
- 2001年（平成13年） - 社会福祉科（一般養成通信課程）開設。
- 2005年（平成17年） - 精神保健福祉科（短期養成通信課程）開設。
- 2017年（平成29年） - 福祉系の学科の募集停止。福祉関係は系列校のYMCA健康福祉専門学校に引き継がれた。
- 2018年（平成30年） - YMCA国際ビジネス専門学校に校名変更。観光ビジネス科・日本語学科を開設する。

## 設置学科
- 観光ビジネス科
- 日本語学科

YMCA福祉専門学校時代の学科
- 介護福祉科
- 社会福祉科
- 精神保健福祉科

## 系列校
- 横浜YMCA学院専門学校
- YMCA健康福祉専門学校
- 横浜YMCAスポーツ専門学校

## 交通アクセス
- 東日本旅客鉄道（JR東日本）南武線・小田急電鉄小田原線 登戸駅より徒歩5分